# El Diario de Nuevo Laredo
El Diario de Nuevo Laredo (« Le Journal de Nuevo Laredo ») est un journal quotidien régional mexicain publié à Nuevo Laredo, dans l'État de Tamaulipas. Il a été fondé en 1948.
Un de ses anciens journalistes, Carlos Domínguez Rodríguez, est assassiné en janvier 2018.